# Dolma

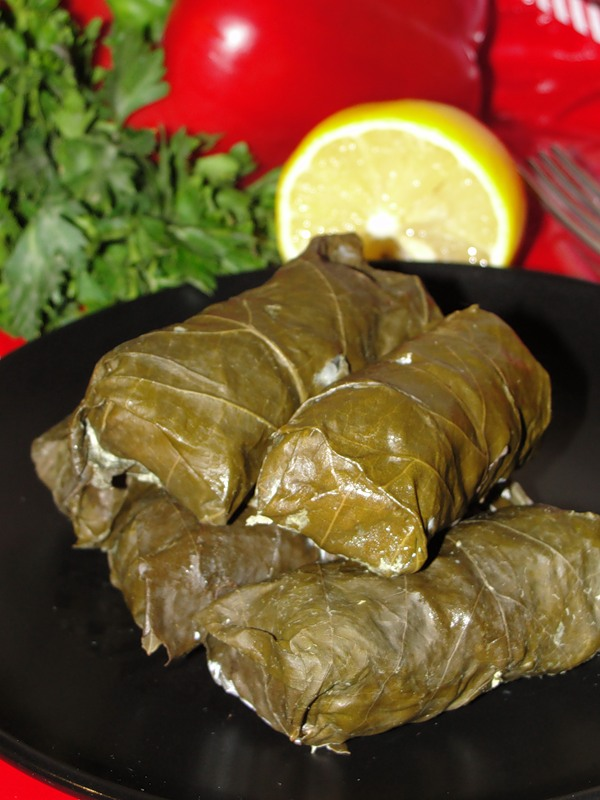
"Tolma" da Arménia.

Dolma (turco) ou dolmades é uma família de pratos de vegetais recheados presentes nas culinárias de diversos países outrora pertencentes ao Império Otomano e das regiões circundantes, incluindo a Turquia, a Grécia, o Egito, a Albânia, a Argélia, o Azerbaijão, a Arménia, a Jordânia, a Síria, o Líbano, a Palestina, o Iraque, o Irão, o norte do Sudão e do sul da Ásia.
A variante mais conhecida é preparada com folhas de videira. O recheio pode incluir arroz, abobrinha, beringela, tomate e pimento, e incluir ou não carne. Quando se inclui carne, as dolmades são acompanhadas com molho; quando não têm carne, são normalmente servidas frias. Em ambos os casos, são frequentemente consumidas com iogurte.

## Dolma turca

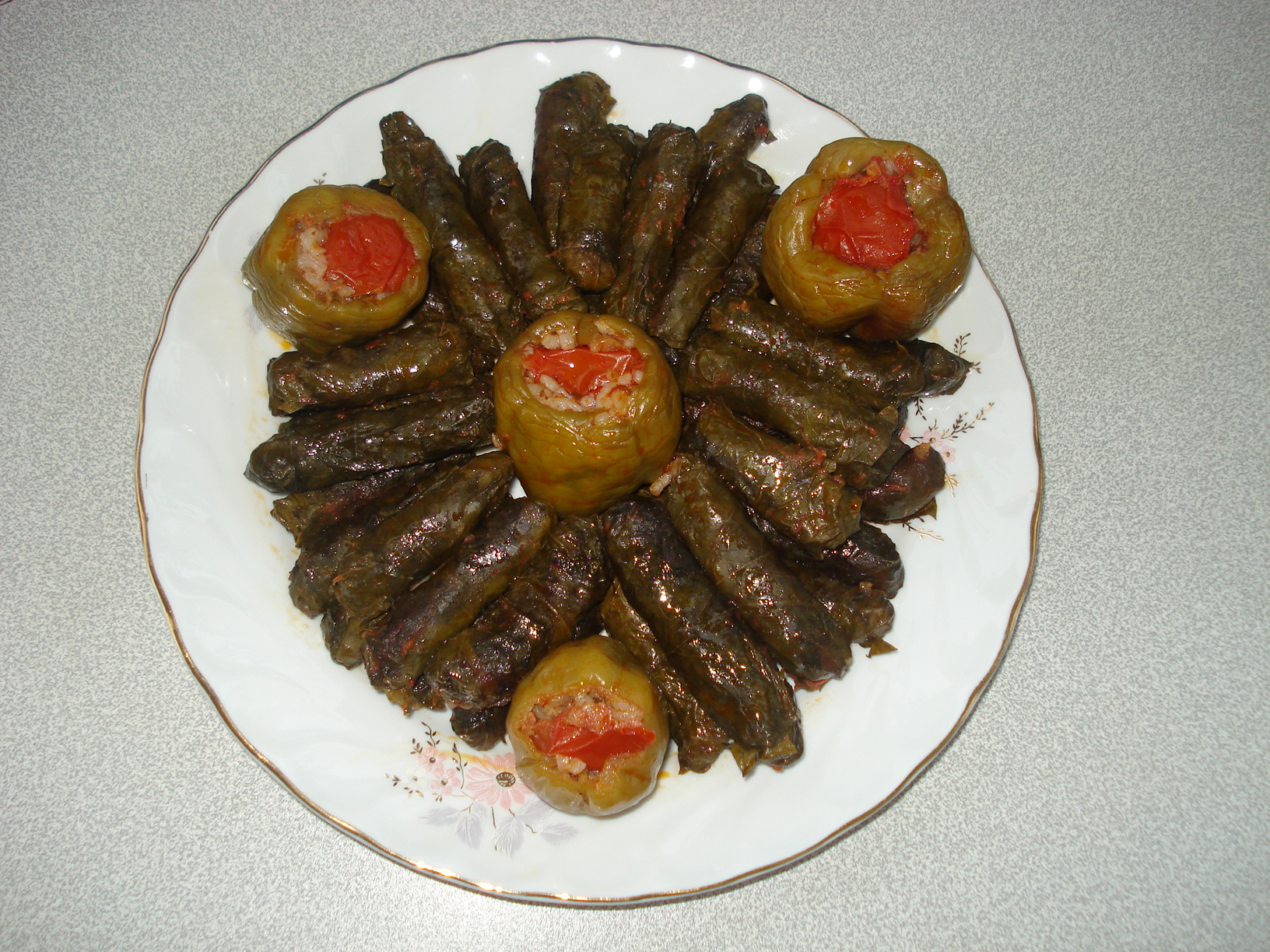
Prato turco con dolma (de pimentos) e sarma (de folhas de videira).

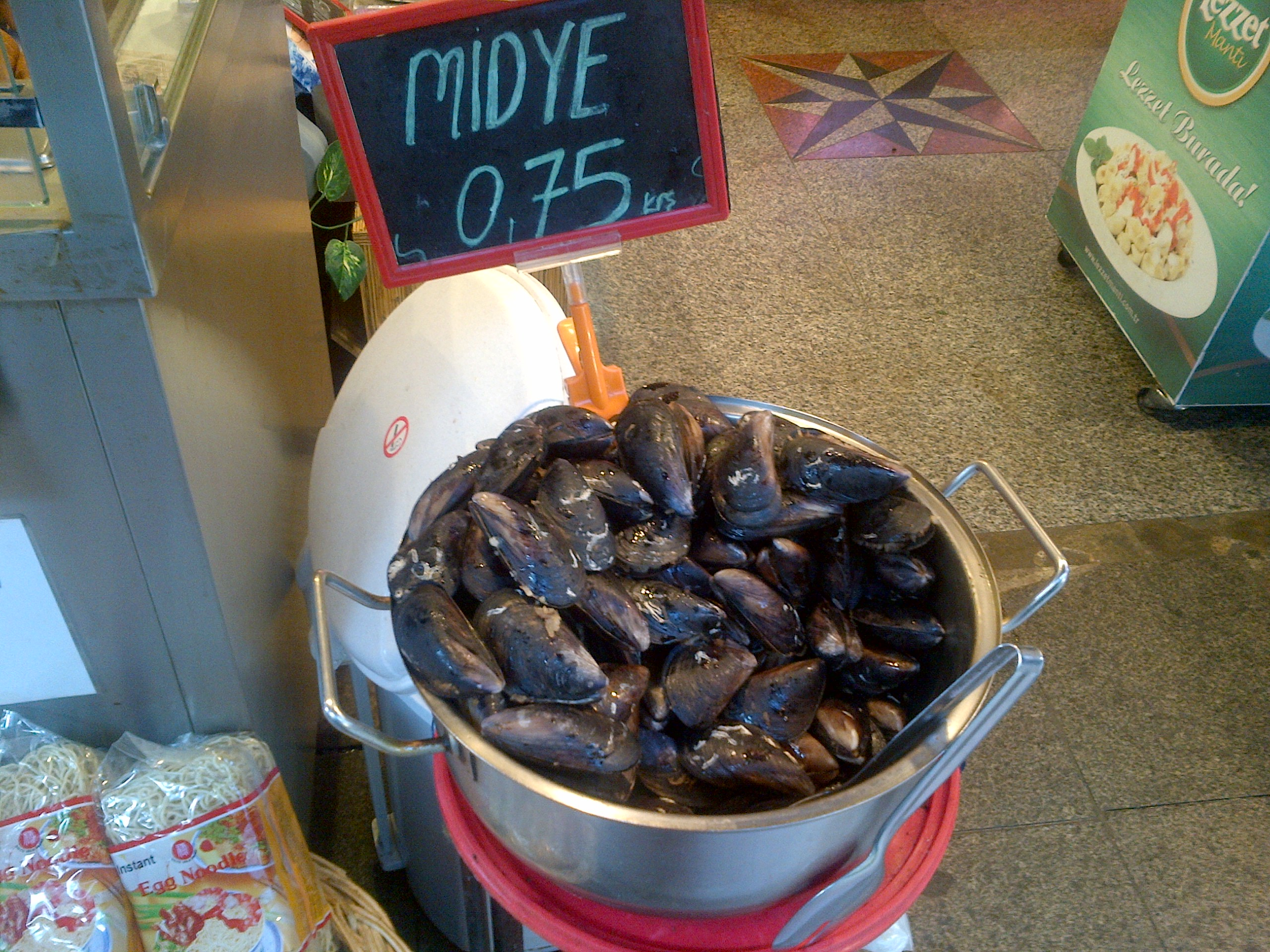
"Midye dolma" (dolma de mexilhões do Chile, Aulacomya atra).

Na cozinha turca, a palavra "dolma" refere-se apenas aos vegetais (ou outros alimentos, como mariscos), que se recheiam com qualquer ingrediente, como carne moída ou arroz; o tipo de preparação feita recheando uma folha (videira ou repolho) é chamado de "sarma".